# ビショップストーン (バッキンガムシャー)
ビショップストーン (Bishopstone) は、イングランド南部バッキンガムシャー州アイルズベリー・ヴァーレ (Aylesbury Vale) の行政パリッシュ (civil parish) であるストーン・ウィズ・ビショップストーン・アンド・ハートウェル (Stone with Bishopstone and Hartwell) にある農村集落。

## 歴史
この村の名は、イングランドではありふれたもので、「主教の領地 (Bishop's Estate)」という意味である。地名で言及されている主教が誰なのかは分からなくなっているが、村周辺はかつてのリンカン教区 (diocese of Lincoln) に属しており、おそらくはリンカン司教 (Bishop of Lincoln) が所有する領地であることを表した名だったのであろう。この村の名は、1227年の荘園（マナー）文書に「Bissopeston」という綴りで記されたのが最初に記録である。

## 位置
ビショップストーンは、ストーン (Stone) の東1マイル、アイルズベリーの南2マイルほどの農地が広がる一帯に位置している。村はチルターン丘陵 (Chiltern Hills) から見下ろすことができ、特に、有名なバッキンガムシャーのランドマークで、展望が開けた場所である、クーム・ヒル (Coombe Hill) のボーア戦争記念碑 (Boer War memorial) からの眺めは特筆される。村へは、アイルズベリーからオックスフォードシャー州テイム (Thame) へ至るA418から、容易にアクセスすることができる。

## 施設
ビショップストーンは、都市から比較的離れた位置にあり、村を通るバス路線はなく、最も近い鉄道駅はアイルズベリー駅 (Aylesbury railway station) か、南方2.5マイルのリトル・キンブル駅 (Little Kimble railway station) となる。メイン・ロード (Main Road) のパブ「The Harrow」は酒類販売免許をもち、食事も提供している。村の中には商店はないが、隣村のストーンには、パブ2軒とインド料理レストラン、ガソリンスタンド、骨董品店、グロサリー（食料品店）、郵便局がある。

## ギャラリー

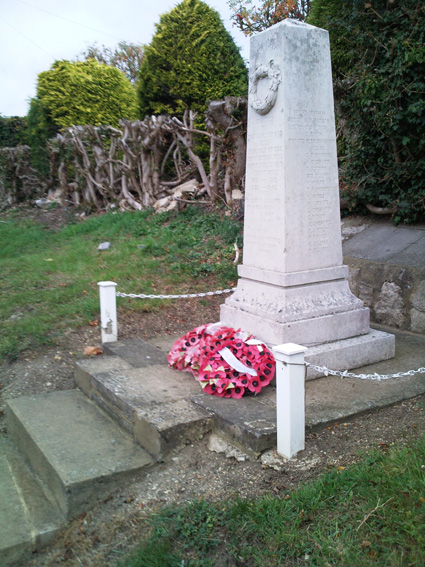
メイン・ロードの戦争記念碑
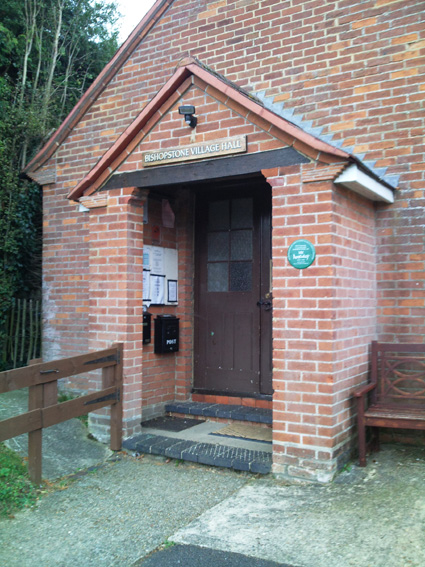
集会所 (Bishopstone Village hall)
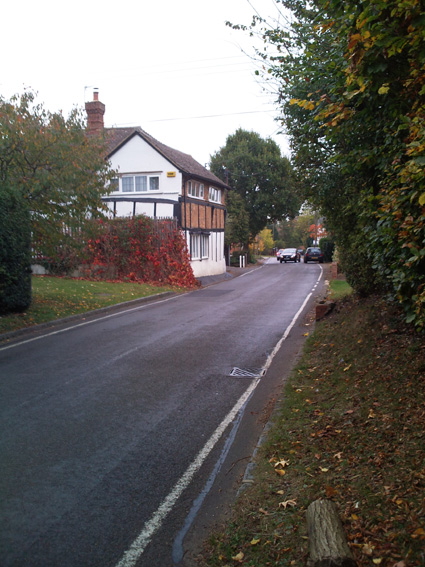
メイン・ロード
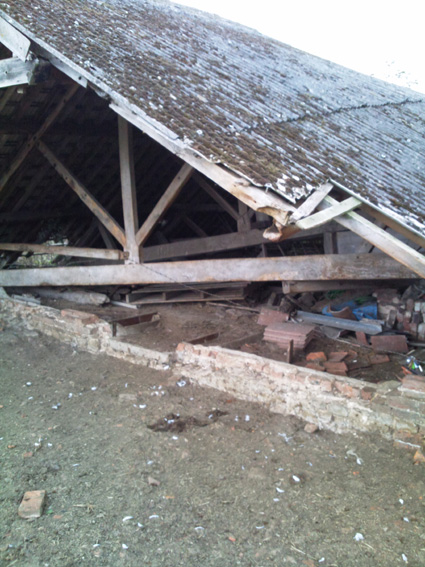
農家の廃墟
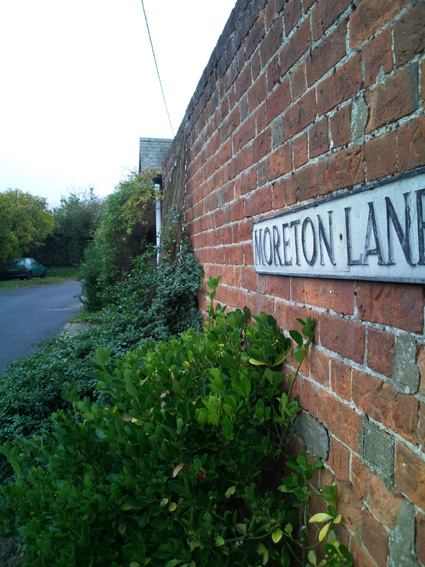
Moreton Lane の街路標識
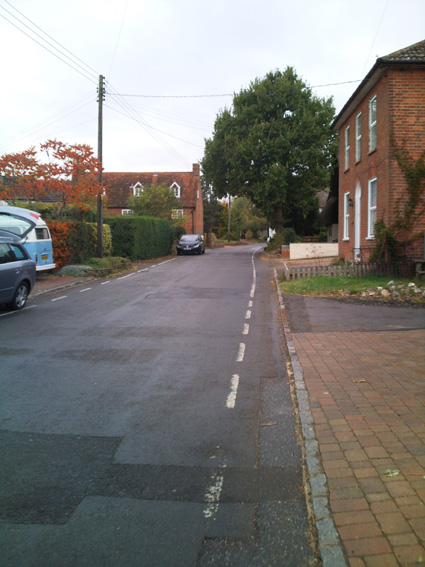
メイン・ロード（西向きに撮影）
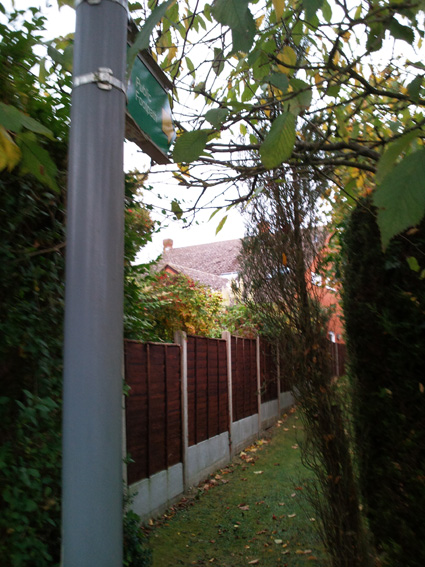
アイルズベリーへの歩道
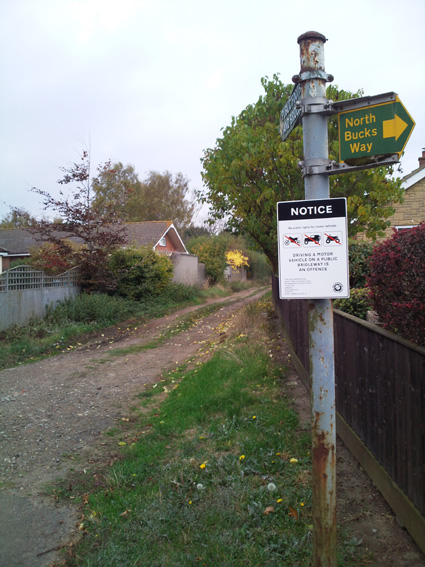
The North Bucks の道